# Moti Masjid (Rotes Fort Agra)

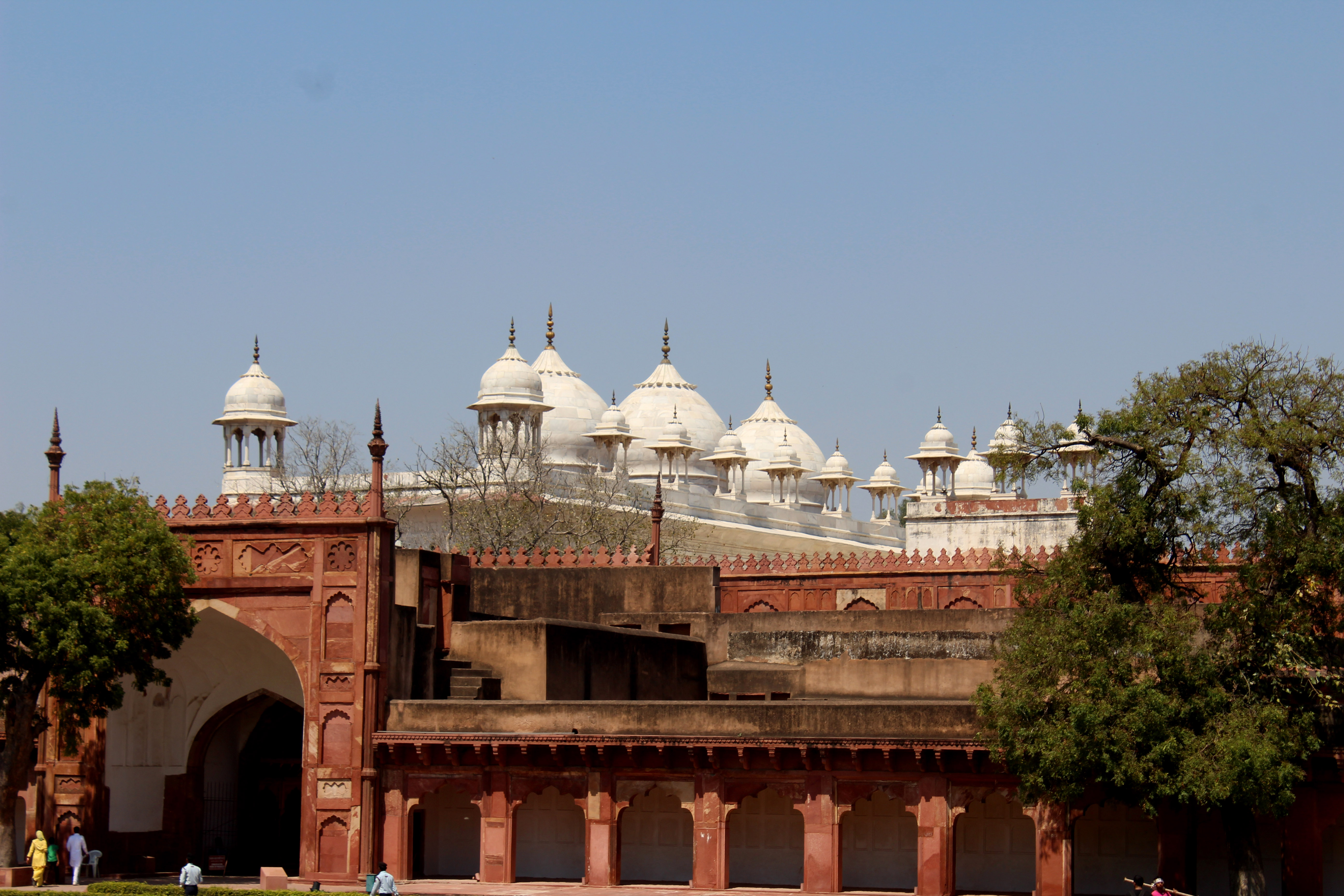
Moti Masjid im Roten Fort von Agra

Die Moti Masjid (deutsch: Perlenmoschee) ist eine Versammlungsmoschee aus dem 17. Jahrhundert, die zum UNESCO-Weltkulturerbe des Roten Forts in Agra gehört. Die Moschee wurde vom Mogulherrscher Shah Jahan erbaut und ist innen mit weißem Marmor ausgekleidet, der namensgebend für die Moschee war.

## Geschichte
Das moderne Erscheinungsbild des Agra Forts ist größtenteils Shah Jahan zu verdanken, der mehrere Bauwerke im Agra Fort abreißen ließ, um seine eigenen aus Marmor zu errichten. Die Moti Masjid war eines dieser eigenen Bauwerke. Die Moschee wurde in der Zeit von 1646 bis 1653 erbaut, also deutlich später als alle anderen Bauwerke im Agra-Fort. Dieses wurde 1627, in seinem ersten Regierungsjahr, begonnen und 1638 fertiggestellt. Die Fertigstellung der Moschee im Jahr 1653 erfolgte fünf Jahre nach der Verlegung der Mogulresidenz nach Shahjahanabad. Als Shah Jahan die Moschee nach ihrer Fertigstellung besuchte, war er von dem Bauwerk so beeindruckt, dass er zwei Jahre später zurückkehrte, um es seine beiden Söhnen zu zeigen.

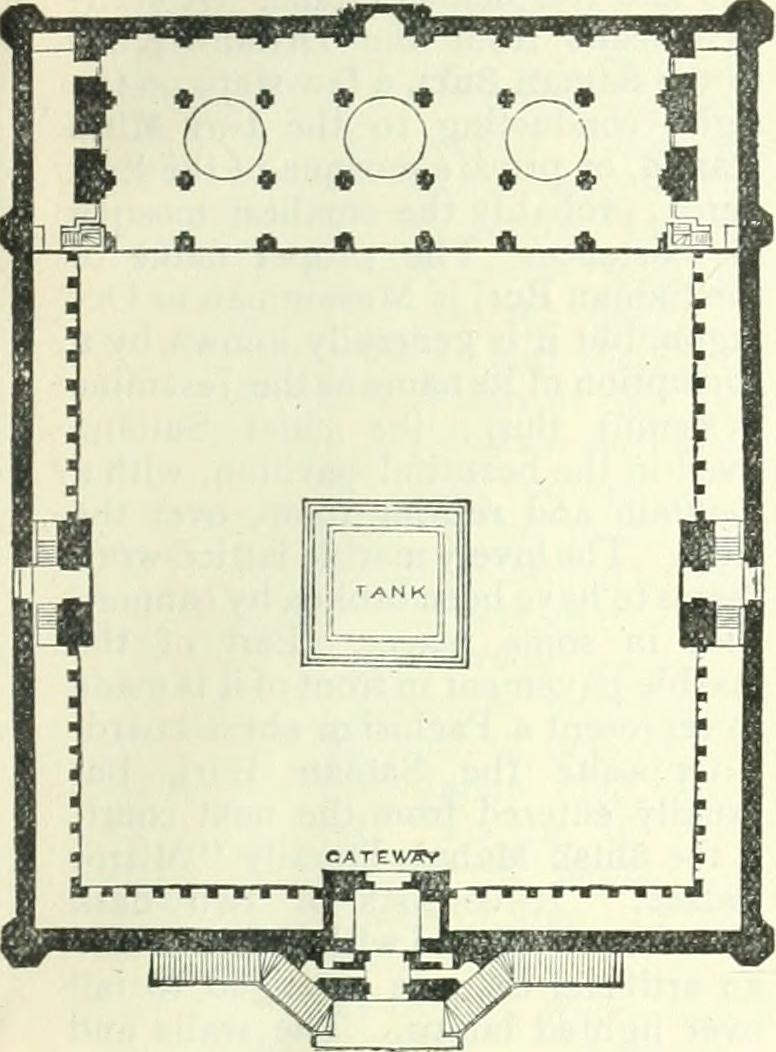
Plan der Moti Masjid, Agra

## Architektur
Der auf einem hohen Sockel errichtete Moscheekomplex ist eine ummauerte Anlage, die sich nördlich des Innenhofs des Forts befindet. Sie liegt auf einer Ost-West-Achse, ist dem Yamuna-Fluss zugewandt und erstreckt sich 71,4 Meter in Ost-West-Richtung und 57,2 Meter in Nord-Süd-Richtung. Die Außenseite der Mauern ist mit rotem Sandstein, das Innere mit Marmor verkleidet. In der Mitte jeder Mauer befindet sich ein hoher Eingang, wobei der östliche als Haupteingang dient.
Innerhalb der Umfassungsmauern befindet sich ein fast quadratischer Innenhof, der im Norden, Süden und Osten von Arkaden gesäumt wird und ca. 47 Meter auf jeder Seite misst. In der Mitte des Hofes befindet sich ein Wasserbassin für die Waschungen.
Am westlichen Rand liegt die eigentliche Gebetshalle, ein mehrschiffiger Bau, der von zwölfseitigen Pfeilern getragen wird. Die Fassade der Halle weist sieben Eingänge auf, während das Dach drei Kuppeln und mehrere Chhatri aufweist. Die Vorderseite der Halle wird von einer tiefen Chhajja (Dachtraufe) beschattet, unter der sich persische Inschriften aus schwarzem Marmor befinden. Die Inschriften verherrlichen in komplexer Bildsprache Shah Jahan und die Moti Masjid. Das Innere der Gebetshalle ist wenig dekoriert; Catherine B. Asher stellt fest, dass die Verwendung von unverziertem Marmor typisch für Shah Jahans private religiöse Architektur ist.
Die Moti Masjid zeigt viele Einflüsse einer früheren Marmormoschee, die von Shah Jahan im Sufi-Heiligtum (Dargah Sharif) von Ajmer erbaut wurde.

## Künstlerische Rezeption
Die Moti Masjid zog Künstler an, die das Leben in der Moschee festhielten, wie etwa den US-amerikanische Maler Edwin Lord Weeks in dem Gemälde „The Hour of Prayer at the Pearl Mosque, Agra“ oder den russischen Maler Wassili Wassiljewitsch Wereschtschagin, der das Gemälde „Moti Masjid von Agra“ schuf.

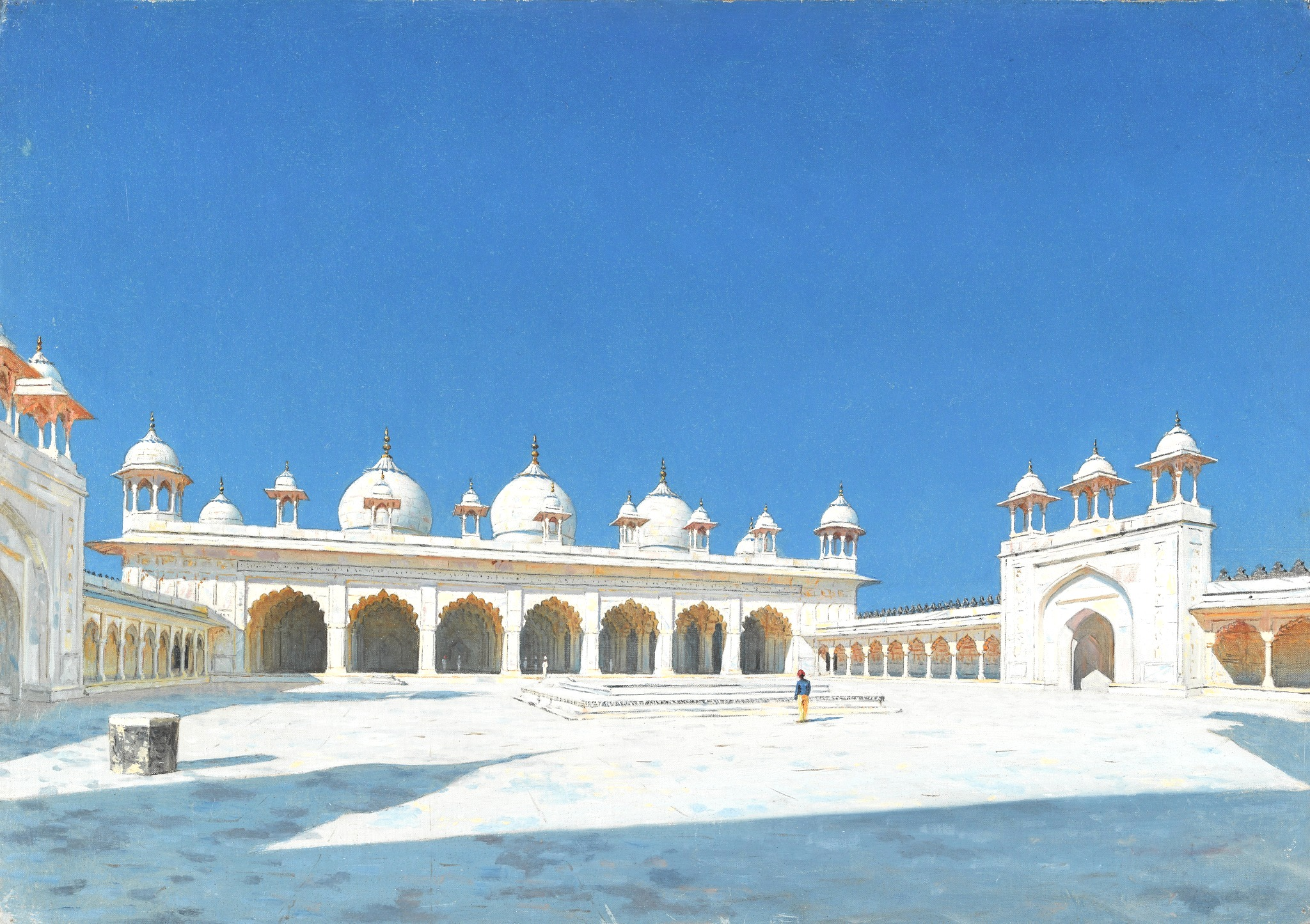
„Moti Masjid in Agra“ von Wassili Wassiljewitsch Wereschtschagin
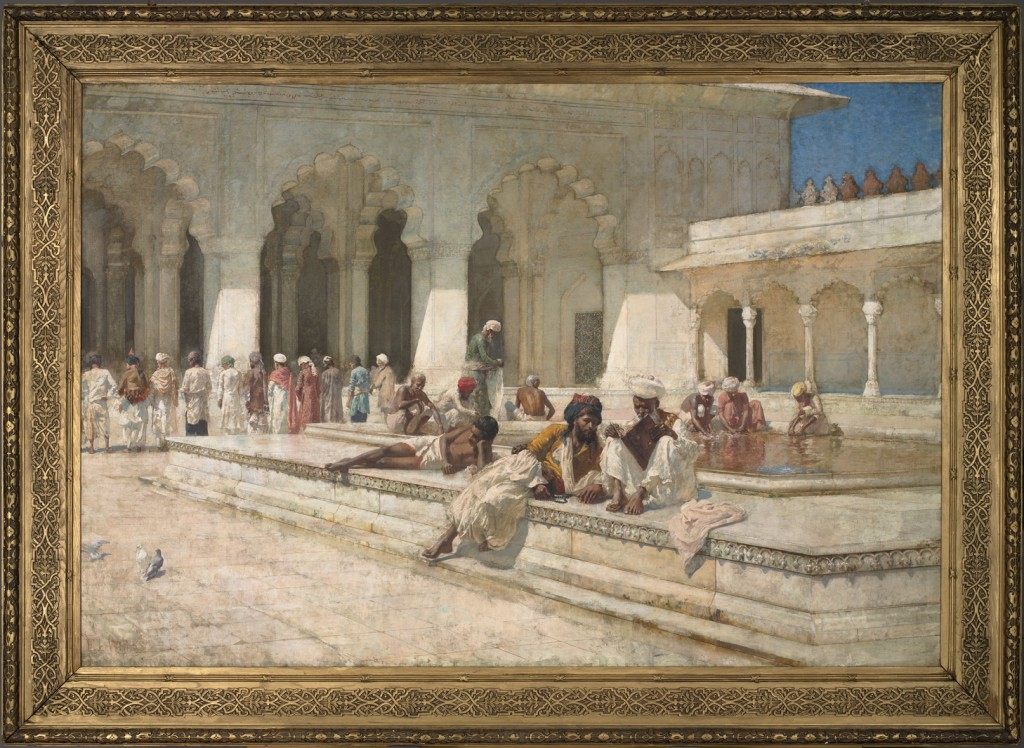
„Vor der Gebetsstunde in der Perlenmoschee“ von Edwin Lord Weeks

## Galerie

### Historische Fotos
Zahlreiche Forschungsreisende, Reiseschriftsteller und -fotografen, wie Samuel Bourne oder Kurt Boeck erstellten Fotos der Moschee. In der National Gallery of Art in Washington werden Fotos von Samuel Bourne bewahrt.

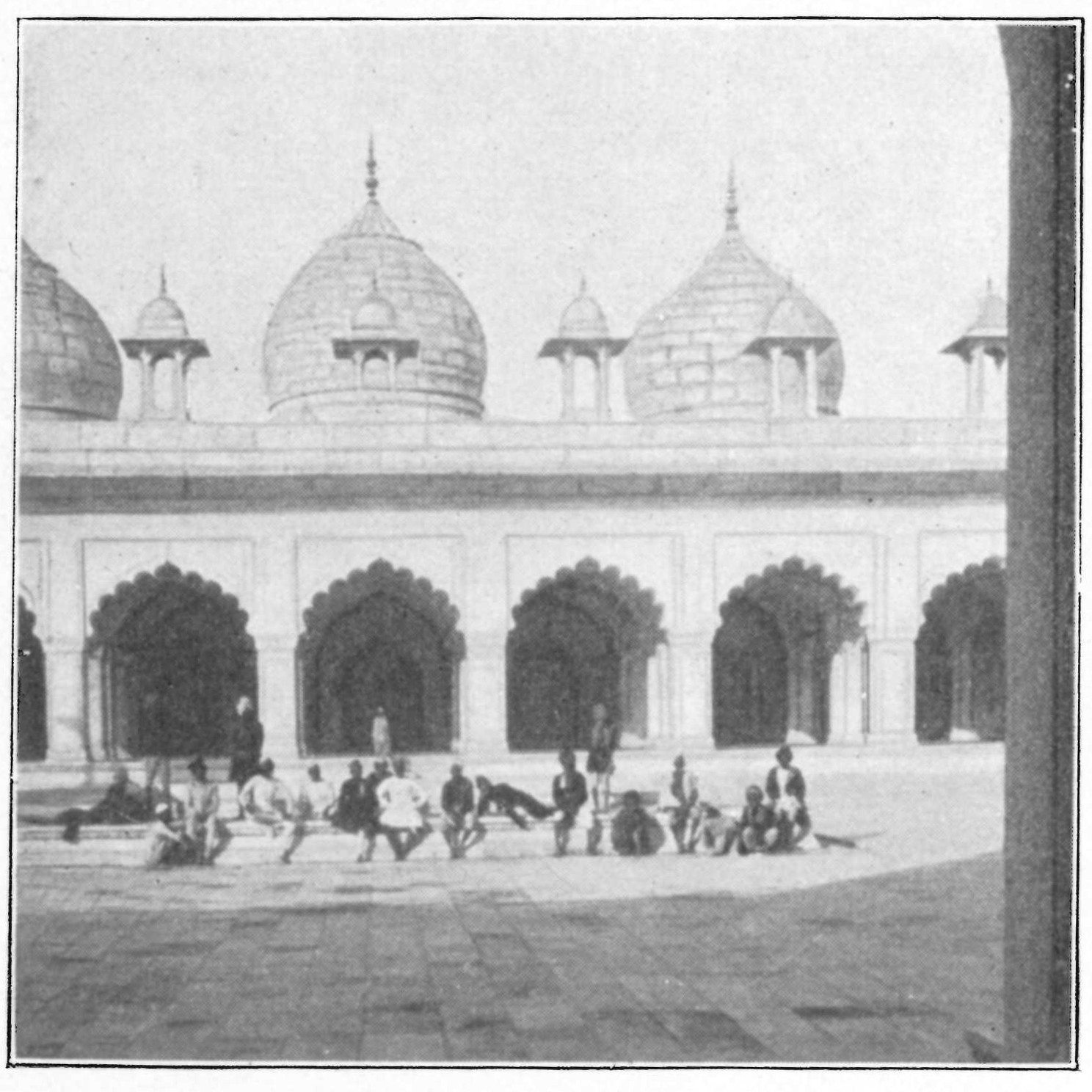
Waschung vor dem Gebet, Foto durch Kurt Boeck von 1903
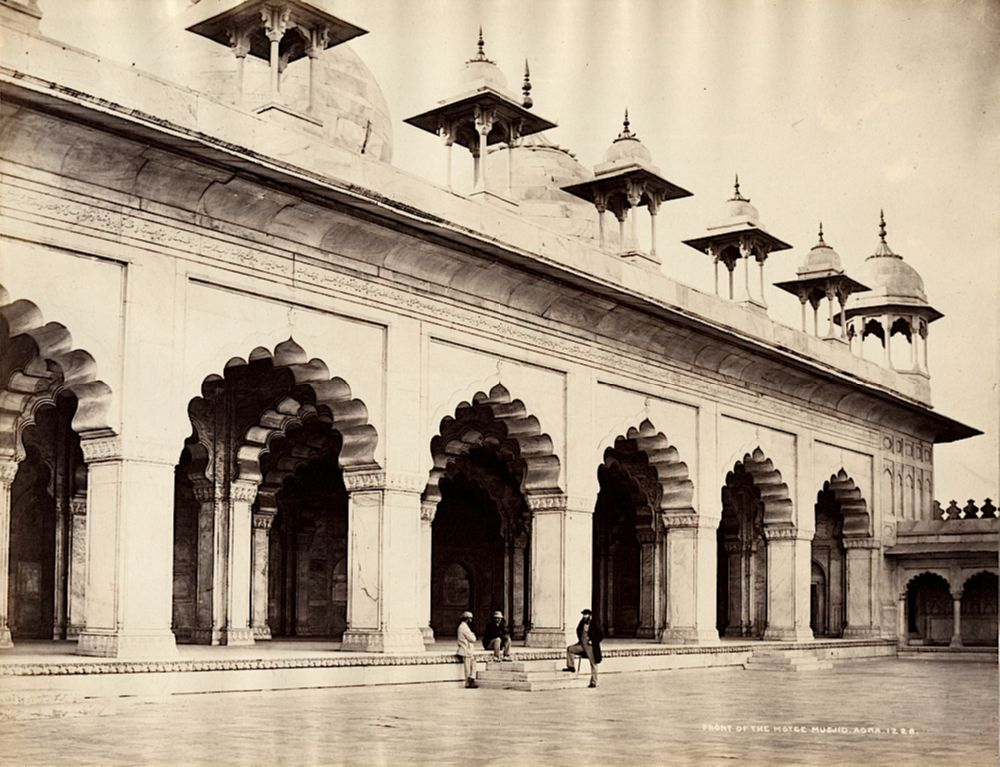
Gebetshalle, Foto durch Samuel Bourne, ca. 1863
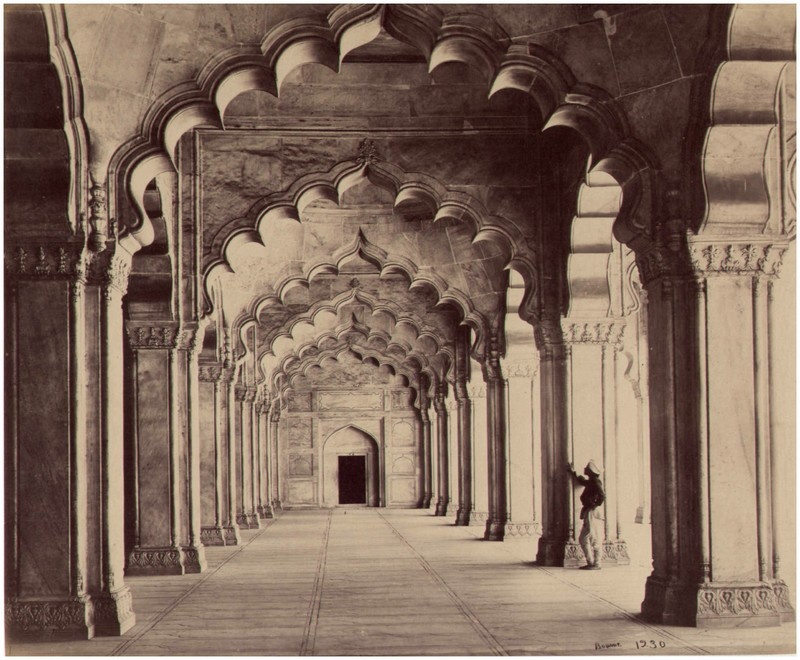
Säulenhalle, Foto durch Samuel Bourne von 1866
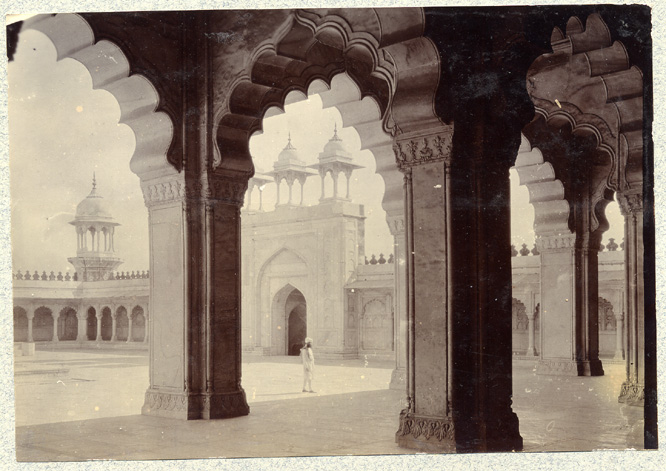
Blick von der Gebetshalle auf das Eingangstor, Foto durch John Mitchell Holmes von ca. 1890
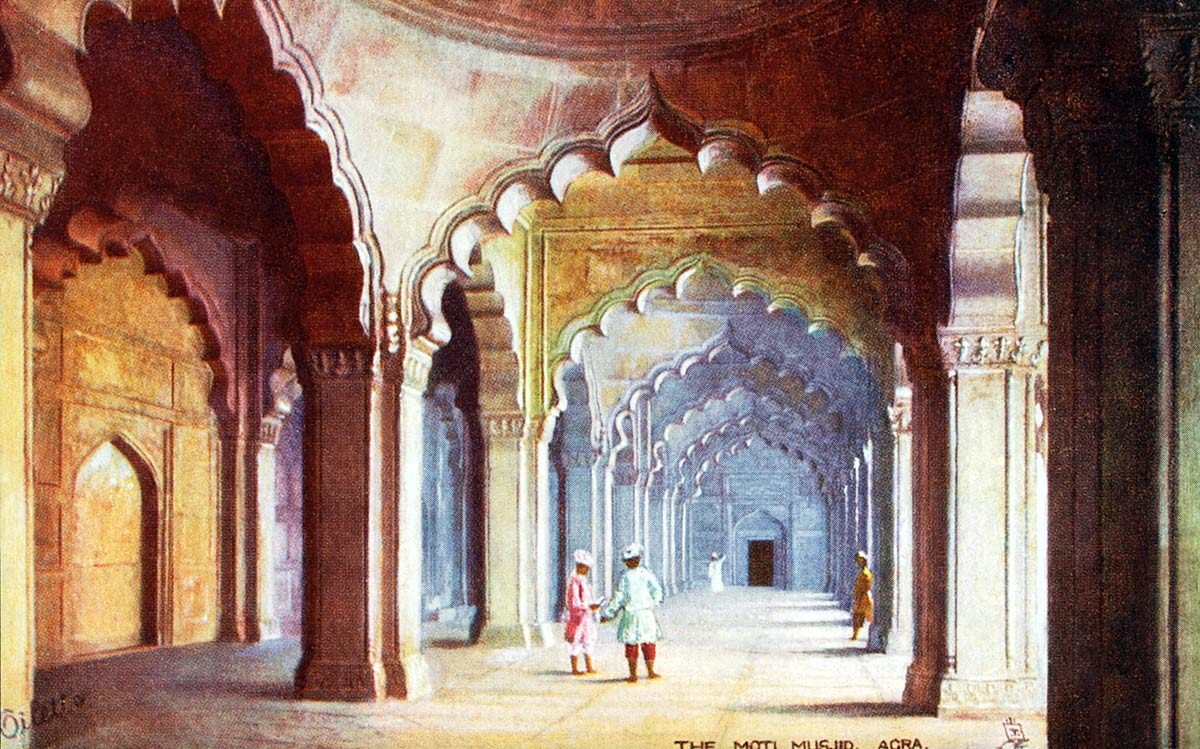
Postkarte durch Raphael Tuck & Sons von 1905

### Zeitgenössische Fotos

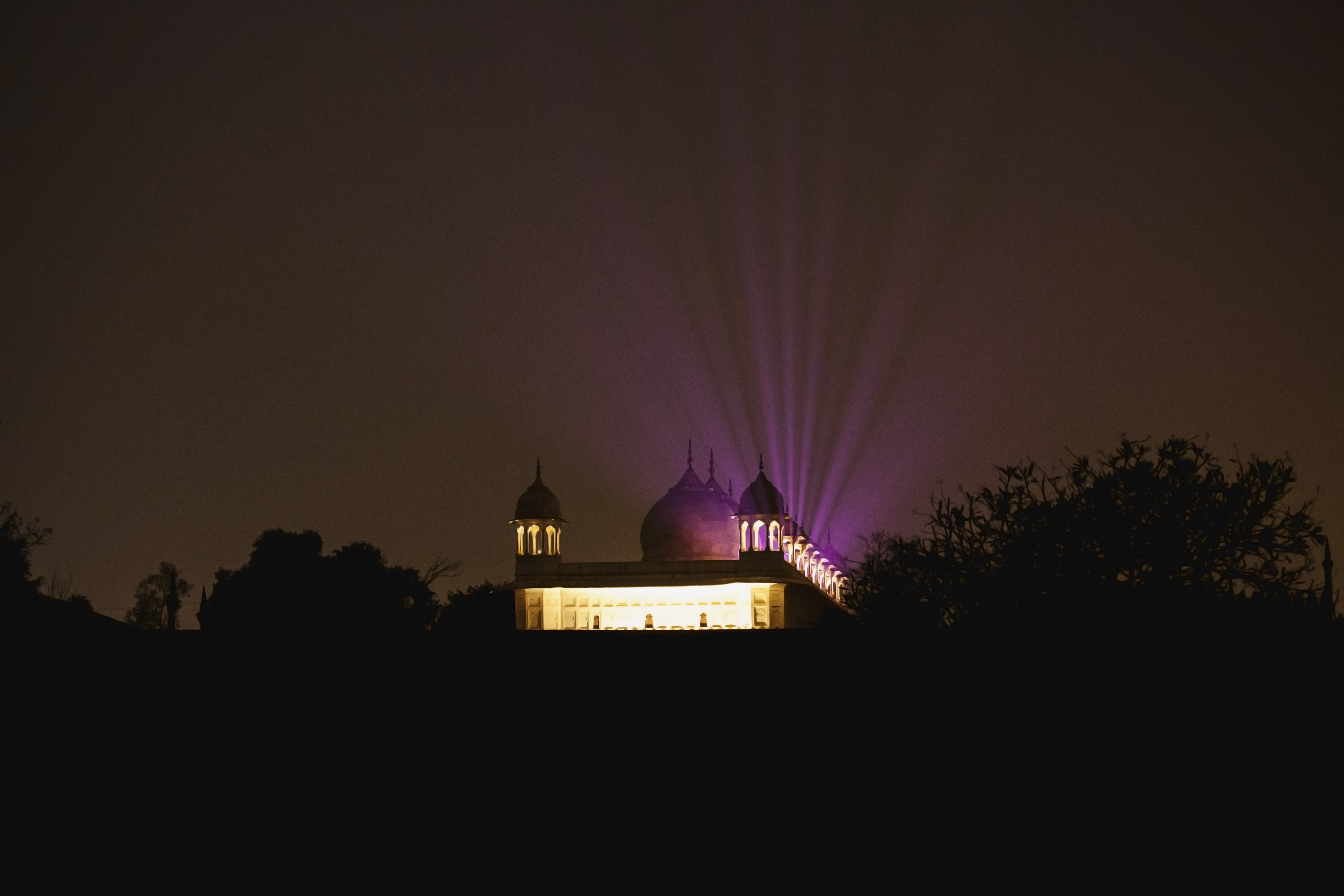
Moti Masjid bei Nacht
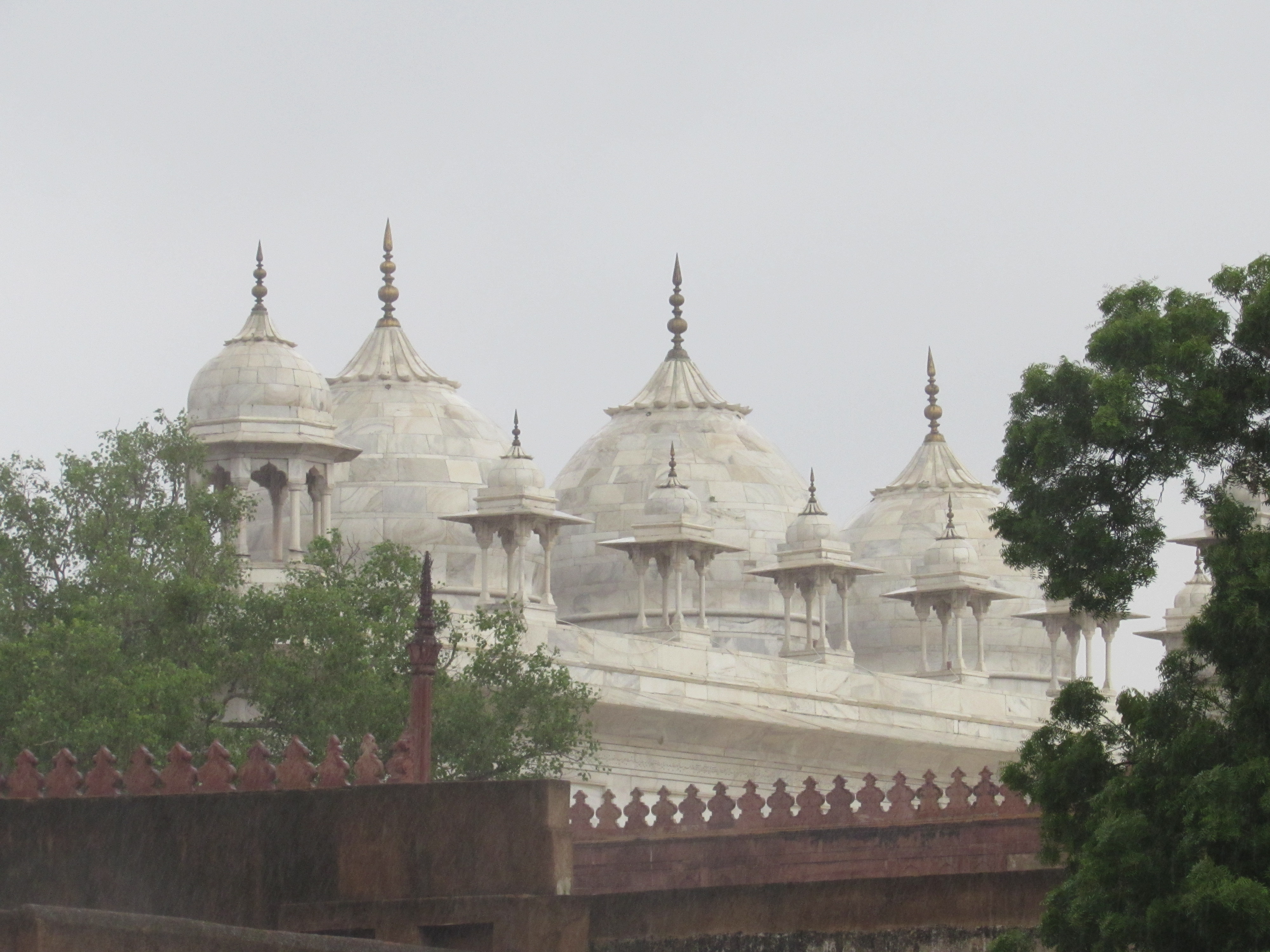
Die Kuppeln der Moti Masjid
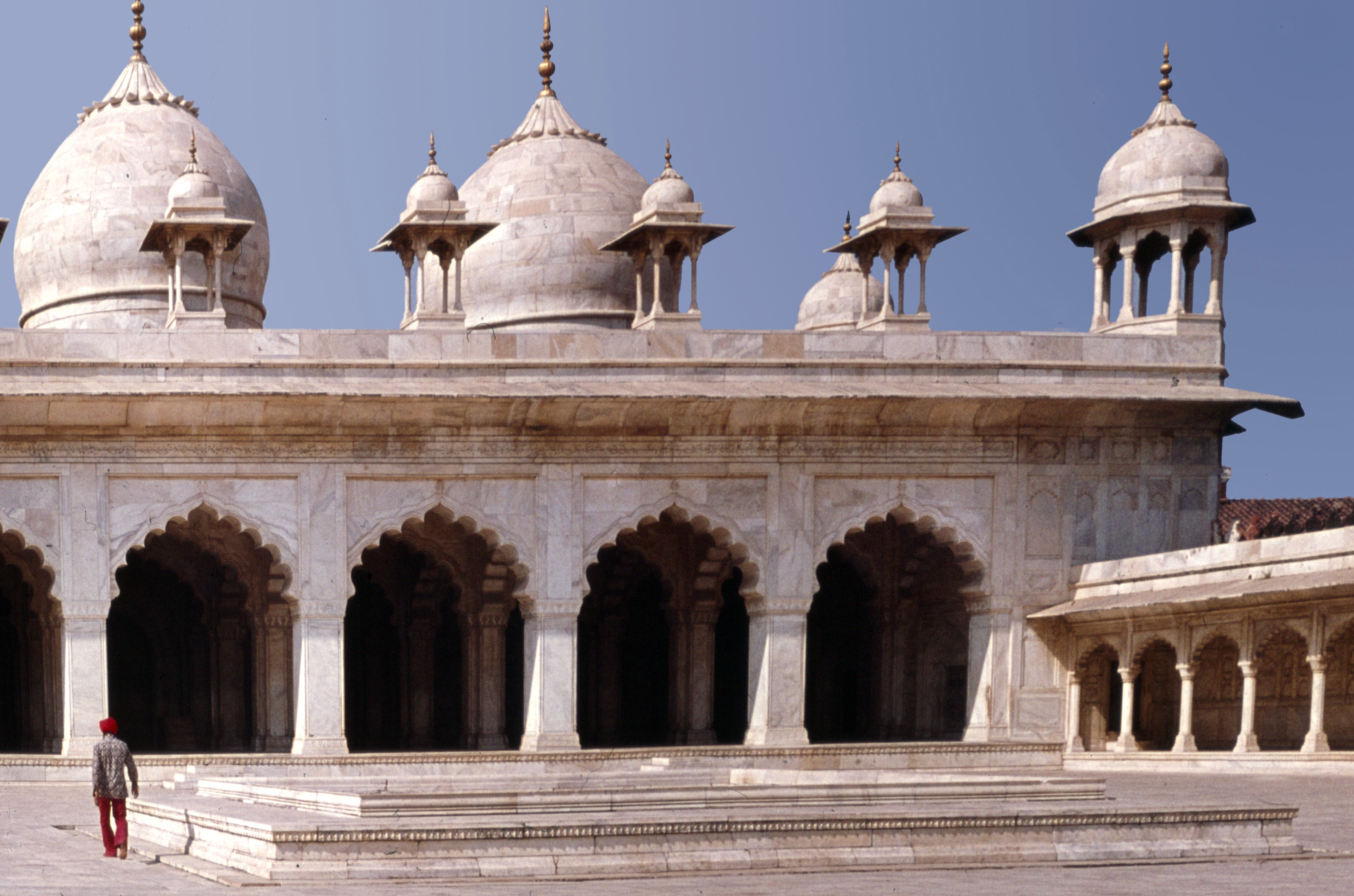
Wasserbassin und Gebetshalle der Moti Masjid
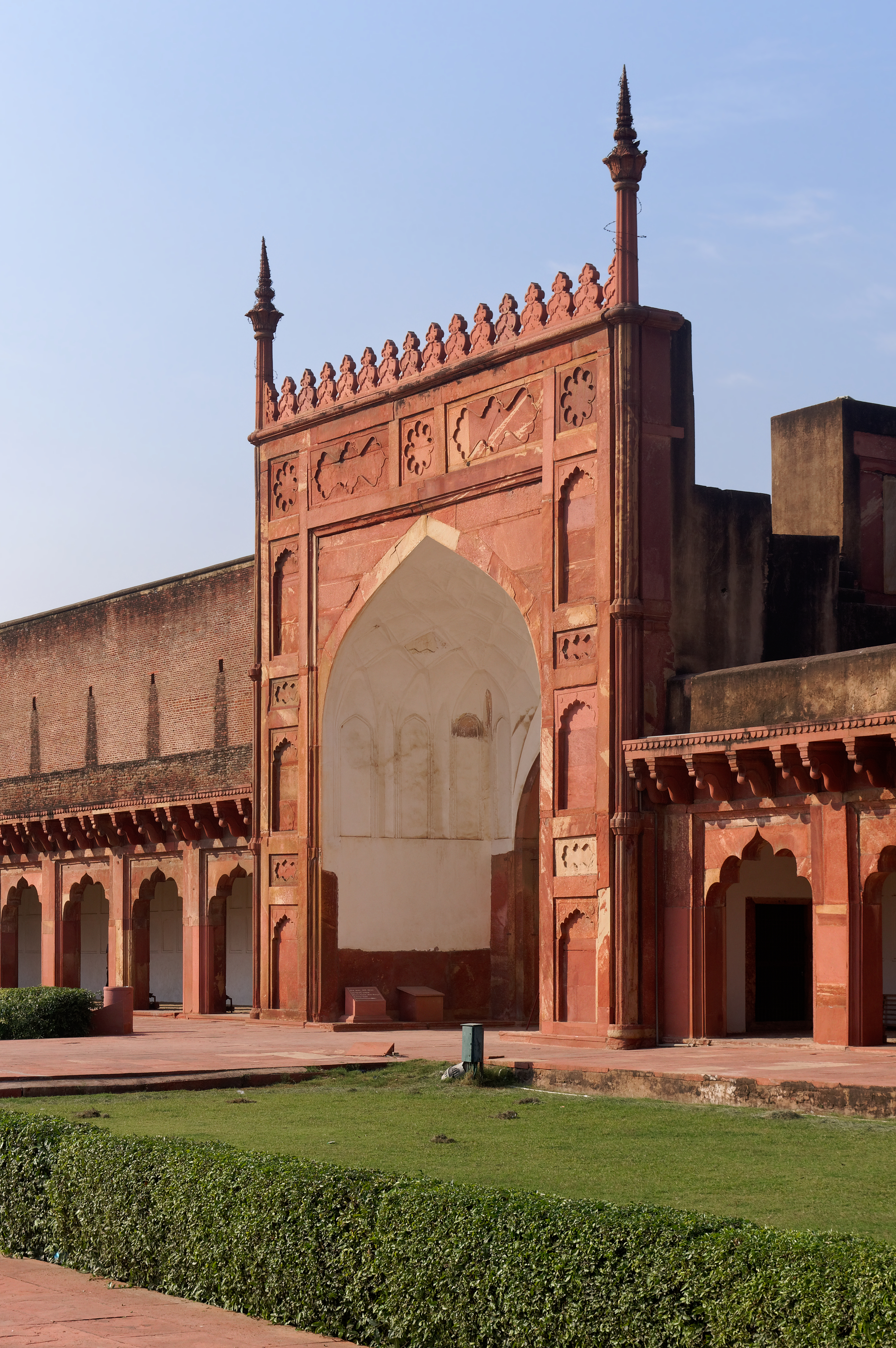
Eingangstor zum Moscheebereich
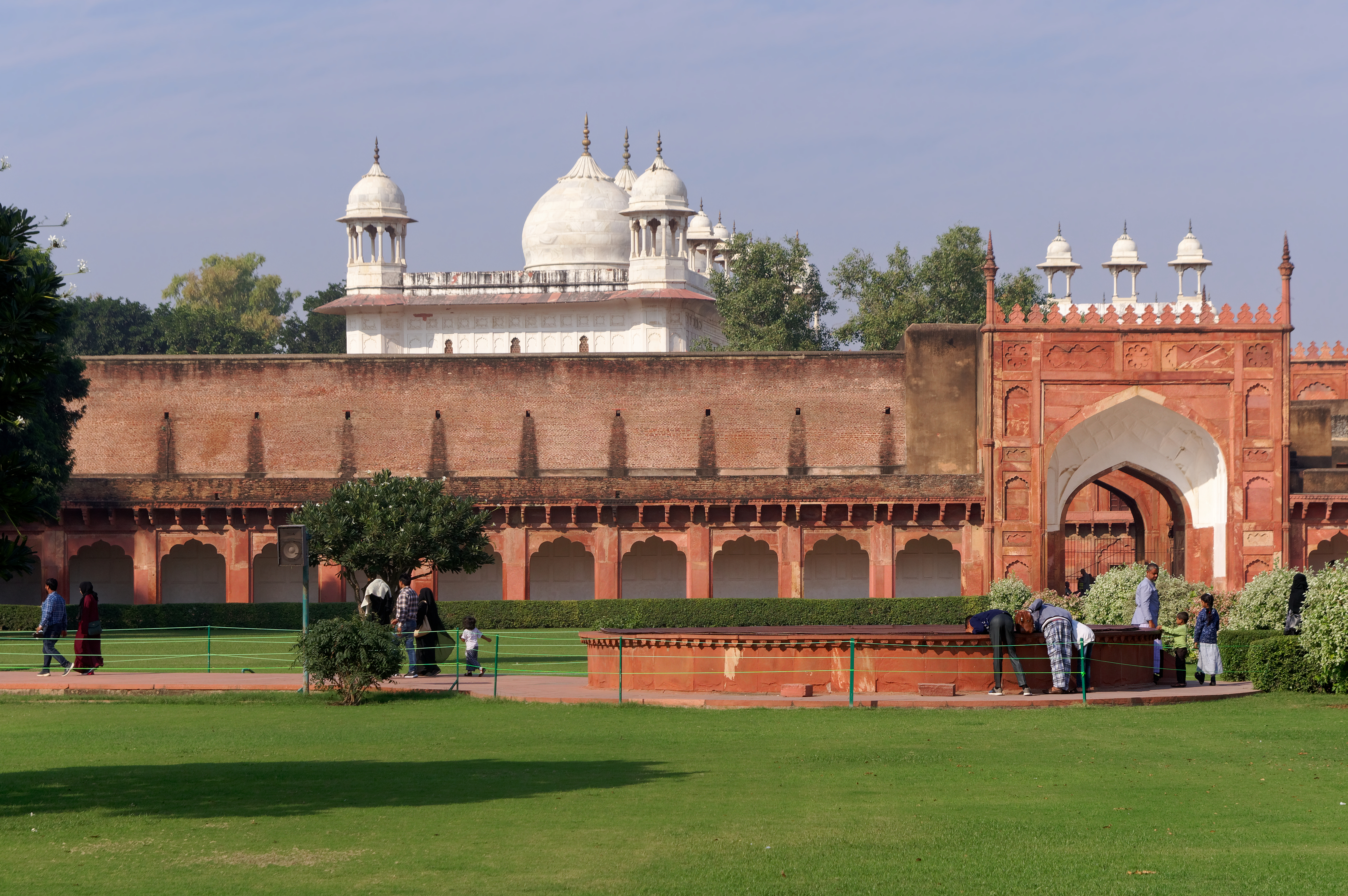
Außenmauer und Eingangstor zum Moscheebereich